# Hermann Oldenberg
Hermann Oldenberg (né le 31 octobre 1854 à Hambourg et mort le 18 mars 1920) est un indianiste allemand. Il a été professeur à Kiel (1898) et à Göttingen (1908). Il est un important érudit des débuts de la bouddhologie en Occident.  

## Biographie
Hermann Oldenberg est né à Hambourg en 1854. Son père était un pasteur protestant. Il étudie le sanskrit et l'indologie à Berlin, où il obtient son doctorat en 1875. Durant sa carrière, il a enseigné la philologie comparée et le sanskrit dans les universités de Berlin, Kiel et Göttingen (où il terminera sa carrière),.
En 1912, il se rend en Inde pour la première fois. 

## Œuvre
Il est reconnu comme un des plus important érudits du XIXe siècle dans le domaine du bouddhisme. En 1910, il est nommé correspondant étranger de l'Académie des Inscriptions et belles-lettres, et l'indianiste Émile Sénart voyait en lui l'un des meilleurs érudits de l'Allemagne.
Son ouvrage Le Bouddha : sa vie, sa doctrine, sa communauté, paru en 1881, basé sur les textes pâlis, a popularisé le bouddhisme. Cet ouvrage de référence a été traduit dans plusieurs langues et a connu de nombreuses fois rééditions au cours du XXe siècle. Il a conduit au bouddhisme des personnalités telles que le psychiatre et psychanalyste Jean-Pierre Schnetzler ou René Joly (Prajñānanda)[réf. nécessaire].
Il a également publié des ouvrages sur les hymnes du Rig-Veda (1888) et la religion des Védas (1894). On lui doit aussi de nombreuses traductions en anglais de textes bouddhiques, comme les Vinaya, travail effectué seul ou conjointement avec T.W. Rhys Davids.